# 창 우페이
창 우페이(Chang Wufei, 張五飛)는 신기동전기 건담 W의 등장인물이다.

## 프로필
오퍼레이션 메테오에 의해 L5 콜로니에서 지구로 파견된 창 가문의 중국계 소년. 자기 자신의 신념과 정의를 찾기 위해 행동한다. 성격 또한 히이로와 맞먹을 만큼 냉철. 다른 4명과는 달리 함께 행동하기보다는 독자적인 행동을 취하는 경우가 많다. 자신의 기체인 쉔롱 건담을 '나타크'라는 애칭으로 부른다.
탑승기체는 《XXXG-01S Shenlong Gundam (XXXG-01S 쉔롱 건담)》